# 4979 Otawara
4979 Otawara је астероид главног астероидног појаса са средњом удаљеношћу од Сунца која износи 2,167 астрономских јединица (АЈ).
Апсолутна магнитуда астероида је 14,3.